# Бранд, Дэвид
Дэвид Джон Бранд (англ. David John Brand; род. 25 октября 1951, Манчестер, Ланкашир) — английский футболист и футбольный тренер, нападающий.

## Карьера

### Клубная карьера
Во взрослом футболе дебютировал в 1972 году в клубе «Стокпорт Каунти», за который выступал на протяжении одного сезона. После ухода из команды Бранд выступал за непрофессиональные клубы Англии, Шотландии, Гонконга и Австралии.
В 1979 году перешёл в клуб «Уиган Атлетик», где также отыграл один сезон, завершив профессиональные выступления в 1980 году.

### Тренерская карьера
В ноябре 2002 года он был назначен главным тренером национальной сборной Самоа, курируя мужские и женские сборные страны до 2005 года.
В 2007 году он непродолжительное время тренировал сборную Американского Самоа. Позднее он был назначен заместителем генерального директора местного организационного комитета чемпионата мира ФИФА среди девушек до 20 лет в Папуа-Новой Гвинее 2016 года.